# Harleys in Hawaii
«Harleys in Hawaii» (с англ. — «„Харли“ на Гавайях») — песня американской певицы Кэти Перри, выпущенная 16 октября 2019 года. Сопродюсером и соавтором песни стал Чарли Пут. Позднее трек вошёл в альбом Перри Smile.

## Предыстория и релиз
Про песню стало известно летом 2019 года, когда Перри была замечена на съёмках видеоклипа на новую песню. Позже в сеть просочилось и её название. В сентябре Чарли Пут в соцсетях сообщил, что стал продюсером и одним из авторов новой песни для Кэти Перри.
14 октября певица опубликовала обложку сингла в ретро-стиле и назвала дату выхода — 16 октября 2019 года. По словам Перри на написание песни её вдохновил отдых в Оаху со своим женихом Орландо Блумом.

## Музыкальное видео
Музыкальное видео на песню было выпущено 16 октября, в тот же день, что и песня. Режиссёрами стали Пао Лопес, Херрардо дель Гьерро и Томас Пена (в титрах указаны как Manson). Съёмки прошли летом 2019 года на острове Кауаи, Гавайи.

## Концертные исполнения
Впервые вживую Кэти исполнила песню на фестивале «OnePlus Music Festival» в Мумбаи, Индия.

## Список композиций
| №  | Название            | Длительность |
| -- | ------------------- | ------------ |
| 1. | «Harleys in Hawaii» | 3:05         |

| №  | Название                                | Длительность |
| -- | --------------------------------------- | ------------ |
| 1. | «Harleys in Hawaii» (Win and Woo Remix) | 3:26         |

| №  | Название                          | Длительность |
| -- | --------------------------------- | ------------ |
| 1. | «Harleys in Hawaii» (KANDY Remix) | 2:45         |

## Чарты
| Чарт (2019)                                | Пиковая позиция |
| ------------------------------------------ | --------------- |
| Австралия (ARIA)                           | 36              |
| Бельгия/Фландрия (Ultratip Bubbling Under) | 37              |
| Канада (Billboard Canadian Hot 100)        | 71              |
| Хорватия (HRT)                             | 45              |
| Чехия (Singles Digitál Top 100)            | 69              |
| Венгрия (Single Top 40)                    | 37              |
| Ирландия (IRMA)                            | 42              |
| Новая Зеландия (RMNZ Hot Singles)          | 1               |
| Шотландия (OCC Scotland)                   | 67              |
| Словакия (Singles Digitál Top 100)         | 43              |
| Швеция (Sverigetopplistan)                 | 7               |
| Швейцария (Schweizer Hitparade)            | 72              |
| Великобритания (OCC UK Singles)            | 45              |
| США (Billboard Bubbling Under Hot 100)     | 10              |